# Земное яблоко
«Земно́е я́блоко» (нем. Erdapfel) — традиционное название глобуса, созданного под руководством Мартина Бехайма в Нюрнберге. Надпись-посвящение у южного полюса говорит, что глобус изготовлен в 1492 году по заказу городского совета. Но на самом деле по существующим документам он был физически изготовлен в 1493—1494 годах и городской совет только в 1494 году заплатил за его создание. Этот глобус является старейшим сохранившимся до наших дней.

## Изготовление
Существуют свидетельства, согласно которым глобус задумывался как образец для изготовления последующих типографским способом, а также для побуждения купцов финансировать экспедиции.
Нюрнбергский учитель математики Рупрехт Кольбергер обтянул глиняный шар тканью и покрыл его клеем. Затем нюрнбергский художник и резчик Георг Глоккендон разрисовал его, разделив на 24 сегмента и обозначив два полюса, взяв за основу карту, купленную Бехаймом в Португалии.
Глобус Бехайма представляет собой шар 507 мм в диаметре, отражающий знания европейцев об окружающем мире на конец XV века, включая открытия португальцев в Западной Африке. На глобусе нет Нового Света, но присутствует Европа, большая часть Азии и Африки. Евразия представлена слишком вытянутой. Расположение Африки неточно. На карте отсутствуют указания широты и долготы по современному методу, но есть экватор, меридианы, тропики и изображения знаков зодиака. Географические ошибки, встречающиеся на карте, повторяют неточности карт Паоло Тосканелли. Также представлены краткие описания различных стран и изображения их жителей. Карта «Земного яблока» не учитывает результаты плавания Колумба, поскольку тот вернулся в Европу не ранее марта 1493 года, а существование Америки как отдельного континента было популяризовано Америго Веспуччи только 10 лет спустя. Америка появляется уже на следующем известном нам глобусе, созданном Мартином Вальдзеемюллером.
«Земное яблоко» — уникальное достижение картографии позднего Средневековья, как по точности карт, так и по наглядности изображения. Глобус быстро стал одной из городских достопримечательностей и до XVI века выставлялся в приёмном зале Нюрнбергской ратуши. Затем он перешёл во владение семьи Бехаймов, а с 1907 года экспонируется в Германском национальном музее Нюрнберга.